# 12818 Tomhanks
12818 Tomhanks è un asteroide della fascia principale. Scoperto nel 1996, presenta un'orbita caratterizzata da un semiasse maggiore pari a 2,7391031 UA e da un'eccentricità di 0,0566470, inclinata di 3,85372° rispetto all'eclittica.